# Joachim Havard de la Montagne
Joachim Havard de la Montagne (* 30. November 1927 in Genf; † 1. Oktober 2003 in Paris) war ein französischer Komponist, Organist und Musikwissenschaftler.
Havard de la Montagne war der Sohn französischer Eltern, die sich im Raum Genf niedergelassen hatten, wo der Vater bei einer internationalen Organisation tätig war. Nach dem Krieg zog er nach Paris und besuchte die damalige César-Franck Musikhochschule. Von 1948 bis zu seiner Pensionierung im Jahr 1996, war Joachim Havard, Organist, Komponist, Musikwissenschaftler und Dirigent im Dienste der Kirchenmusik. Er war Organist der Pariser Kirchen Ste-Marie des Batignolles, Sainte-Odile und der liberalen „Synagogue Copernic“. Joachim Havard war Organist der La Madelaine, wo er von seiner Frau, die ebenfalls Organistin und Cembalistin war, assistiert wurde. Zu Beginn der 1970er Jahre gründete er den Chor und das « Ensemble Instrumental de la Madeleine », mit dem er mehr als 200 Konzerte gab, teils mit monumentalen Ensembles von mehr als 350 Ausführenden.
Sein umfassendes kompositorisches Werk ist stark durch den Gregorianischen Choral und die Komponisten Gabriel Fauré, Maurice Duruflé und Louis Vierne geprägt.